# استگر (ایلینوی)
استگر (به انگلیسی: Steger) یک روستا در ایالات متحده آمریکا است که در ایلینوی واقع شده‌است. استگر ۸٫۹۴ کیلومتر مربع مساحت و ۹٬۵۷۰ نفر جمعیت دارد و ۲۱۳٫۹۷ متر بالاتر از سطح دریا واقع شده‌است.